# OneRepublic
OneRepublic – amerykański pop-rockowy zespół muzyczny, w skład którego wchodzą Ryan Tedder (wokalista, kompozytor), Zach Filkins (gitara), Drew Brown (gitara), Brent Kutzle (bas, wiolonczela), Eddie Fisher (perkusja) oraz Brian Willett (keyboard). Do tej pory zespół wydał sześć albumów studyjnych.

## Kariera

### Powstanie zespołu
W 1996 roku Ryan Tedder i Zach Filkins zaprzyjaźnili się podczas ostatniego roku nauki w Colorado Springs Christian High School w Colorado Springs. Podczas wspólnych rozmów o muzyce postanowili założyć zespół. Wraz z dwoma kolegami stworzyli rockową grupę o nazwie This Beautiful Mess (nazwa nawiązywała do drugiego, wielokrotnie nagradzanego albumu. Sixpence None the Richer). Wspólnie zagrali kilka koncertów. Po roku, kiedy Tedder i Fillkins skończyli szkołę, ich drogi rozeszły się. W 2002 roku Ryan Tedder i Zach Filkins ponownie założyli zespół o nazwie Republic. Tedder, który już wtedy miał ugruntowaną pozycję jako autor tekstów i producent muzyczny przekonał Filkinsa, aby ten przeprowadził się do Los Angeles. Zespół podpisał kontrakt z Columbia Records.  W ciągu dwóch i pół roku zespół nagrał swój debiutancki album. Kilka miesięcy przed jego wydaniem (z utworem „Sleep” jako debiutanckim singlem) zespół stracił kontrakt z Columbia Records. Wówczas grupa rozpoczęła działalność internetową na MySpace, gdzie od lata 2006 roku byli stale określani jako top wykonawcy. Zespół zwrócił uwagę kilku wytwórni muzycznych, w tym Mosley Music Group Timbalanda, z którą podpisał kontrakt. Po kilku zmianach, od 2007 roku, ostatecznie zespół tworzą: wokalista Ryan Tedder, gitarzysta Zach Filkins, basista i wiolonczelista Brent Kutzle, perkusista Eddie Fisher oraz gitarzysta Drew Brown. Grupa zmieniła także nazwę z Republic na OneRepublic, aby uniknąć kontrowersji związanych z innymi zespołami o tej nazwie.

### 2007–2009:Dreaming Out Loud
Pierwszy singel zapowiadający album „Apologize” został wydany w 2007 roku. Kilka miesięcy później został wydany remiks tego utworu wykonany przez Timbalanda, którą ten zamieścił na swoim albumie Shock Value. Remiks utworu zyskał ogromną popularność w Stanach Zjednoczonych i na całym świecie, stając się numerem jeden w szesnastu krajach świata, m.in. w Niemczech, Austrii, Szwecji, Nowej Zelandii czy Kanadzie. Za utwór zespół otrzymał wiele certyfikatów, m.in. czterokrotną platynę w USA i Australii, trzykrotną platynę w Szwajcarii, dwukrotną platynę w Niemczech, Danii i Szwecji. Utwór przyniósł zespołowi pierwszą nominację do nagrody Grammy za najlepsze popowe wykonanie w grupie/zespole.
Debiutancki album zespołu, zatytułowany Dreaming Out Loud został wydany 20 listopada 2007 roku i w USA zadebiutował na czternastej pozycji na liście Billboard 200 sprzedając się w nakładzie 75 000 egzemplarzy w pierwszym tygodniu od premiery. Album odniósł duży sukces w wielu krajach świata uzyskując status platynowej płyty w Niemczech, Irlandii i Wielkiej Brytanii oraz status złotej w Stanach Zjednoczonych, Australii, Nowej Zelandii, Kanadzie czy Szwajcarii. Drugi singel z albumu, „Stop and Stare” wydany w marcu 2008 roku znalazł się w pierwszej dziesiątce oficjalnych notowań w ośmiu krajach na całym świecie, w tym na pozycji czwartej w Wielkiej Brytanii. W USA singel dotarł do dwunastego miejsca na Billboard Hot 100 i pokrył się dwukrotną platyną. Kolejnym singlami promującymi album Dreaming Out Loud zostały piosenki „Say (All I Need)”, „Mercy” oraz „Come Home” z gościnnym udziałem Sary Bareilles, jednak nie zyskały one tak dużego sukcesu komercyjnego jak poprzedni single.

### 2009–2011:Waking Up
Drugi album studyjny zespołu zatytułowany Waking Up został wydany 17 listopada 2009 roku. W USA album dotarł do dwudziestego pierwszego miejsca na liście Billboard 200 i uzyskał status złotej płyty, podobnie w Niemczech, a w Austrii pokrył się platyną. Pierwszy singel z płyty, „All the Right Moves” zadebiutował na osiemnastej pozycji na liście Billboard Hot 100 i pokrył się dwukrotną platyną. Utwór znalazł się w pierwszej dziesiątce oficjalnych notowań w wielu krajach, m.in. w Szwajcarii, Irlandii, Belgii, Nowej Zelandii, Austrii. Podobny sukces odniósł drugi singel „Secrets”. Piosenka dotarła do pierwszej piątki na listach w Niemczech, Austrii, Polsce czy Luksemburgu, a w Niemczech pokryła się złotem. W USA singel zajął dwudzieste pierwsze miejsce na Billboard Hot 100 i podobnie jak wcześniejszy singel pokrył się dwukrotną platyną. Utwór znalazł się również na ścieżce dźwiękowej niemieckiego filmu Zweiohrküken oraz amerykańskiego filmu fantasy Uczeń czarnoksiężnika, a także został wykorzystany w serialach Lost: Zagubieni, Słodkie kłamstewka i Nikita. Trzeci singel z albumu, „Marchin On” największy sukces odniósł w Austrii i Niemczech, gdzie został wybrany do promocji Mistrzostw Świata w Piłce Nożnej 2010. Największy sukces z albumu Waking Up odniósł czwarty singel „Good Life”, wydany w listopadzie 2010 roku. W USA piosenka dotarła do miejsca ósmego na Billboard Hot 100 i pokryła się trzykrotną platyną. Utwór dotarł również do pierwszej dziesiątki oficjalnych notowań w Kanadzie, Austrii czy Belgii. Piosenka zyskała jeszcze większą popularność przez wykorzystanie jej w mediach. Utwór wykorzystano w filmach Jedz, módl się, kochaj, Jeden dzień i serialach takich jak: Plotkara, Pogoda na miłość czy 90210, a także w reklamach Disneya i Hondy.

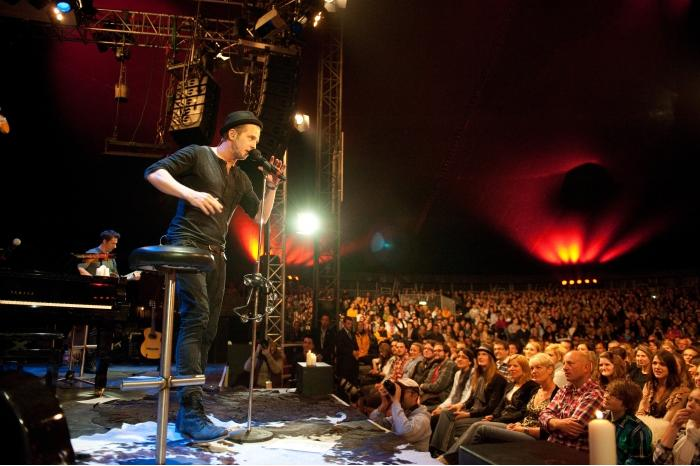
Występ zespołu w Szwajcarii w 2011 roku

W 2009 roku zespół wystąpił gościnnie na drugim albumie Leony Lewis zatytułowanym Echo śpiewając wspólnie z artystką utwór „Lost Then Found”. W czerwcu 2010 roku zespół wystąpił jako support podczas trasy koncertowej Pink zatytułowanej Funhouse Summer Carnival Tour oraz kilku koncertów zespołu Bon Jovi, a także pod koniec roku 2010 podczas trasy koncertowej Maroon 5. 21 listopada 2011 roku zespół wydał swój pierwszy świąteczny singel „Christmas Without You”. Zespół zaprezentował utwór na żywo 1 grudnia 2011 roku podczas uroczystości National Christmas Tree Lighting 2011.

### 2012–2015:Native
Pierwszy singel zapowiadający album Native zatytułowany „Feel Again” został wydany 27 sierpnia 2012 roku. Utwór był częścią kampanii Every Beat Matters organizowanej przez Save the Children. W USA singel zadebiutował na sześćdziesiątym pierwszym miejscu na liście Billboard Hot 100 ostatecznie docierając do trzydziestej drugiej pozycji i pokrył się złotem. 8 stycznia 2013 roku został wydany pierwszy globalny singel „If I Lose Myself” zapowiadający nowy album. Utwór okazał się sukcesem w Austrii, Niemczech, Polsce, Słowacji, Szwecji i Szwajcarii, gdzie dotarł do pierwszej dziesiątki oficjalnych notowań. W USA singel znalazł się na siedemdziesiątej czwartej pozycji na Billboard Hot 100. Po kilku miesiącach ukazał się remiks utworu wykonany przez szwedzkiego DJ-a Alesso. Remiks zyskał duży sukces w Szwecji docierając do czwartej pozycji na liście Sverigetopplistan i pokrywając się podwójną platyną. 22 marca 2013 roku ukazał się album Native. Płyta zadebiutowała na czwartym miejscu listy Billboard 200 sprzedając się w nakładzie 60 000 egzemplarzy w pierwszym tygodniu premiery. Album znalazł się w pierwszej piątce w notowaniach w krajach niemieckojęzycznych, a w Australii, Austrii, Kanadzie i Stanach Zjednoczonych pokrył się platyną. 2 kwietnia 2013 roku zespół wyruszył w trasę koncertową promującą album, The Native Tour. Trasa obejmowała Europę, Amerykę Północną, Azję, Australię i Nową Zelandię i zakończyła się w marcu 2014 roku.
14 czerwca 2013 roku ukazał się trzeci singel „Counting Stars”, który odniósł największy sukces z albumu i okazał się największym sukcesem zespołu w ciągu ostatnich lat. Utwór dotarł do pierwszej piątki w oficjalnych notowaniach w ponad dwudziestu krajach świata, m.in. Austrii, Niemczech, Polsce, Hiszpanii, Nowej Zelandii, Australii, Kanadzie czy Meksyku, a także stał się numerem jeden w Wielkiej Brytanii, co daje najwyższą pozycję singla zespołu w tamtym kraju. Utwór dotarł do miejsca drugiego na Billboard Hot 100, powtarzając sukces pierwszego singla zespołu „Apologize”. Singel pokrył się diamentem w Kanadzie i USA, sześciokrotną platyną w Australii, trzykrotną platyną we Włoszech i w Wielkiej Brytanii. Czwarty singel „Something I Need” wydany został w sierpniu i odniósł sukces w Polsce, Nowej Zelandii, Austrii i Australii. Singel pokrył się potrójną platyną w Australii i platyną w Nowej Zelandii. 14 kwietnia 2014 roku zespół wydał reedycję albumu Native promowaną singlem „Love Runs Out”. Utwór dotarł do piętnastego miejsca na Billboard Hot 100 w USA, a także zajął wysokie pozycje na oficjalnych listach w Niemczech, Austrii, Szwajcarii, Kanadzie i Wielkiej Brytanii. Singel pokrył się platyną w Kanadzie, we Włoszech oraz złotem w Australii, w Niemczech i Szwajcarii. Pod koniec maja 2014 roku zespół wyruszył w kolejną część trasy koncertowej, Native Summer Tour promującą album, która zakończyła się we wrześniu tego samego roku.
W lipcu 2014 roku zespół nagrał swoją pierwszą piosenkę soundtrack zatytułowaną „Ordinary Human”. Piosenka promuje film „Dawca pamięci”, którego światowa premiera odbyła się 15 sierpnia 2014 roku. Utwór znalazł się na ścieżce dźwiękowej The Giver: Music Collection, podobnie jak następny singel zespołu „I Lived”. Oficjalnie singel „I Lived” został wydany 25 września 2014 roku. Utwór dotarł do trzydziestego drugiego miejsca na Billboard Hot 100. Singel osiągnął duży sukces we Włoszech, gdzie dotarł do osiemnastego miejsca tamtejszego notowania i pokrył się platyną. W październiku i w listopadzie 2014 roku zespół koncertował w Europie w ramach trasy Native World Tour. W grudniu zespół wystąpił podczas serii koncertów Jingle Ball. W 2014 roku zespół OneRepublic znalazł się na pozycji piątej w podsumowaniu rocznym amerykańskiego rankingu Hot 100 Artists.

### 2016–2018:Oh My Myi inne projekty muzyczne
Od 2014 roku zespół pracował nad czwartym albumem studyjnym. W maju 2016 roku wokalista zespołu, Ryan Tedder poinformował, że singel zapowiadający płytę będzie nosił tytuł „Wherever I Go”. Utwór został wydany 13 maja w formacie digital download, natomiast 24 maja został przesłany do radia. Zespół zaprezentował singel po raz pierwszy 17 maja 2016 roku podczas jednego z odcinków amerykańskiego programu The Voice. Oficjalny teledysk do utworu ukazał się 18 maja 2016 roku. Utwór dotarł do 55 pozycji amerykańskiego notowania Billboard Hot 100, a we Włoszech i Szwecji pokrył się platyną, w Kanadzie złotem, w Wielkiej Brytanii srebrem. 12 sierpnia 2016 roku został wydany kolejny singel zapowiadający płytę zespołu zatytułowany „Kids”. 25 sierpnia zespół zapowiedział, że nowy album będzie zatytułowany Oh My My i ukaże się 7 października. 8 września udostępniono singel promocyjny „Future Looks Good”. 21 września zespół wystąpił podczas Apple Music Festival, gdzie zagrał swoje najpopularniejsze utwory oraz wykonał premierowo jeden z utworów z nowej płyty – „Let’s Hurt Tonight” i singel promocyjny „Future Looks Good”. 7 października ukazał się album Oh My My. Płyta zadebiutowała na trzecim miejscu listy Billboard 200. W listopadzie 2016 roku zespół ogłosił, że jeden z utworów z ich nowego albumu, „Let’s Hurt Tonight” będzie promował film Ukryte piękno, którego premiera zaplanowana została na 16 grudnia 2016 roku. 6 listopada zespół wykonał utwór podczas gali MTV Europe Music Awards, natomiast 6 grudnia w programie The Voice. Tego samego dnia zaprezentowano teledysk do utworu.
W kwietniu 2017 roku wokalista zespołu, Ryan Tedder opublikował na oficjalnym koncie Facebooka list, w którym napisał, iź zespół zamierza wydać kolejne piosenki, lecz nie będą to single ani zapowiedzi następnego albumu. W maju ukazał się pierwszy z utworów – „No Vacancy”, w czerwcu piosenka „Truth to Power” promująca film Niewygodna prawda 2, natomiast w lipcu grupa zaprezentowała utwór nagrany wspólnie z norweskim trio SeeB – „Rich Love”. W lipcu 2017 roku zespół wyruszył w trasę koncertową 2017 Honda Civic Tour, która trwała do września 2017 roku i obejmowała występy w Stanach Zjednoczonych, w Kanadzie oraz w Azji. Latem 2018 roku grupa zagrała kilka koncertów w ramach trasy koncertowej zespołu Zac Brown Band. W maju 2018 roku zespół nagrał utwór „Start Again” w duecie z norweskim raperem Logic. Piosenka znalazła się na ścieżce dźwiękowej do drugiego sezonu serialu Trzynaście powodów. Miesiąc później ukazała się wersja utworu nagrana z włoskim raperem Vegas Jonesem. 26 czerwca 2018 roku ukazał się kolejny utwór zespołu, „Connection”. W listopadzie tego samego roku grupa nagrała swoją wersję piosenki „White Christmas”, która została wykorzystana w kampanii reklamowej marki Jeep. 15 grudnia na Netflixie został opublikowany film dokumentalny z udziałem OneRepublic w ramach sesji „Once in a Lifetime”. Dokument zawiera wywiad na wyłączność z członkami zespołu, występy na żywo zarejestrowane podczas koncertów zespołu, wersje studyjne największych przebojów grupy oraz premierowe wykonanie utworu „Wanted”.

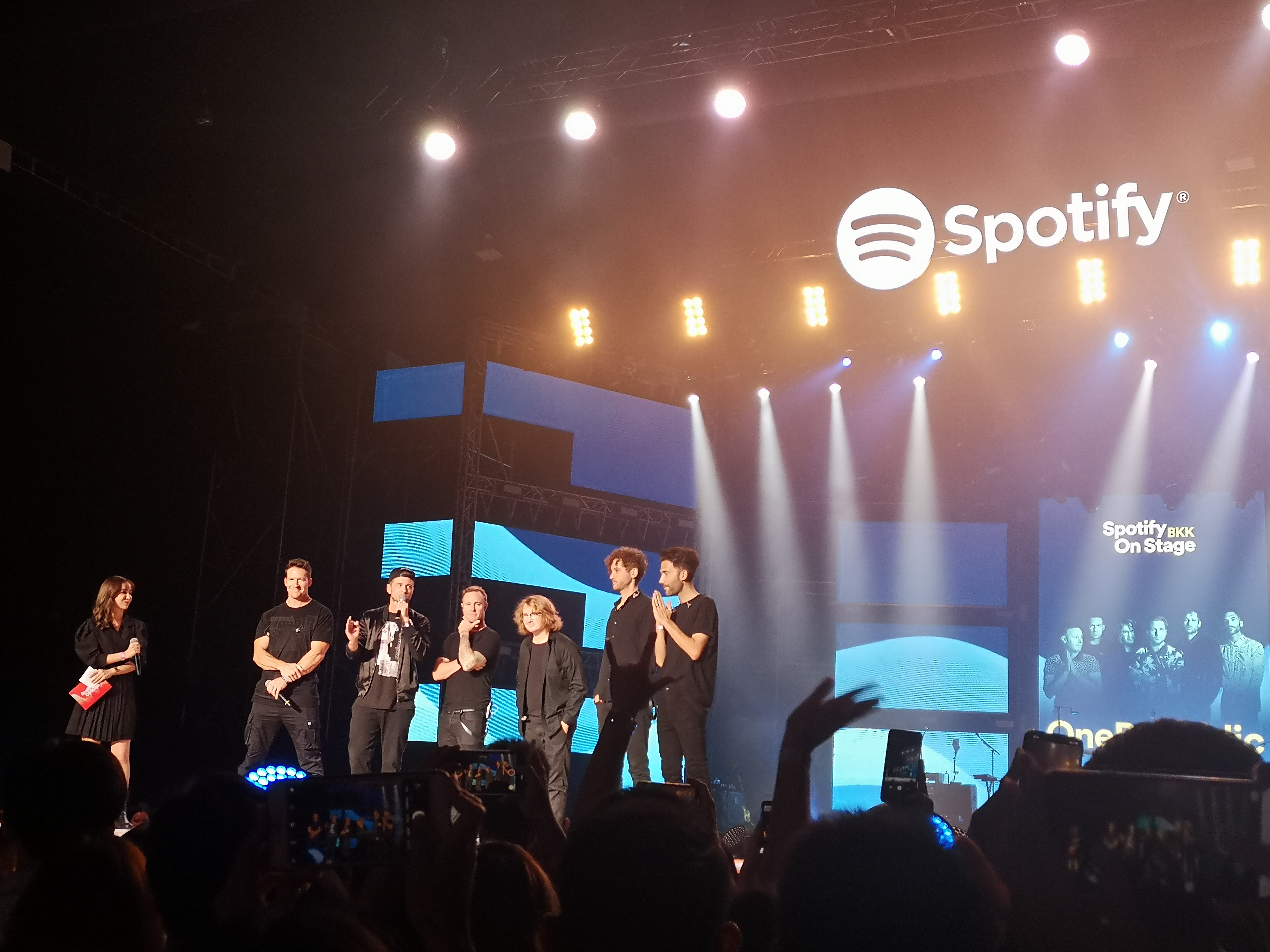
Zespół podczas Spotify On Stage BKK 2019 roku

### 2019–2021Human
17 maja 2019 roku ukazał się singel „Rescue Me” zapowiadający piąty album studyjny grupy. Tego samego dnia ukazał się teledysk do utworu. Singel pokrył się podwójną platyną w Australii, i platyną w kilku krajach świata, m.in. w USA, Włoszech, a także w Polsce. 11 sierpnia zespół wystąpił podczas gali Teen Choice Awards 2019 wykonując utwory „Rescue Me” oraz „Counting Stars”. 26 i 27 sierpnia roku zespół, w towarzystwie orkiestry Colorado Symphony zagrał koncerty w Red Rocks Amphitheatre w Kolorado. Podczas koncertu zespół wykonał kolejny singel zapowiadający nadchodzący album, „Wanted” oraz przedpremierowo utwór „Somebody to Love”, który został wybrany jako singel podczas finałowego odcinka programu Songland wyemitowanego 11 września przez stację NBC. 6 września oficjalnie został wydany singel „Wanted”. Otrzymał on status złotej płyty w Australii. W teledysku do tego utworu można zobaczyć występ taneczny wokalisty zespołu. 13 marca 2020 roku ukazał się kolejny singel „Didn’t I”. Tego samego dnia zespół ogłosił, że album zatytułowany Human zostanie wydany 8 maja 2020 roku. W związku z sytuacją epidemiczną na świecie zespół odwołał wiele zaplanowanych koncertów, m.in. we Włoszech czy Francji. Od 18 marca Ryan Tedder, wokalista zespołu oraz wiolonczelista, Brent Kutzle przebywając na dobrowolnej kwarantannie regularnie organizowali akustyczne koncerty za pośrednictwem swojego konta na Instagramie, tym samym zachęcając do pozostania w domu. 20 marca zespół przyłączył się do akcji Together at Home organizowanej przez Global Citizen Festival oraz Światową Organizację Zdrowia, w ramach której zagrał koncert. Podczas koncertów Ryan zapowiedział wydanie utworu „Better Days”, który powstał w oparciu o obecne wydarzenia. Zespół wykonał utwór przedpremierowo podczas koncertu Dive Bar Tour Home Edition organizowanego przez Bud Light za pośrednictwem Facebooka. Utwór „Better Days” oficjalnie został wydany 25 marca 2020 roku. Kilka miesięcy później ukazały się wersje utworu nagrane wspólnie z argentyńskim raperem Khea. następnie z włoskim zespołem Negramaro. We Włoszech singel pokrył się platyną. 8 kwietnia zespół ogłosił, że z powodu pandemii COVID-19 premiera piątego albumu studyjnego została przesunięta. 12 kwietnia 2020 zespół ze swojego studia w Los Angeles zagrał krótki koncert dla słuchaczy radia RMF FM w ramach akcji #Koncerty z dużego pokoju. 15 maja 2020 roku został wydany singel Kygo „Lose Somebody” z gościnnym udziałem zespołu. Utwór okazał się dużym sukcesem w Norwegii czy w Kanadzie, zdobywając tam status podwójnie platynowej płyty. W Polsce singel pokrył się złotem. 25 września zespół wydał singel „Wild Life” promujący film Disneya „Clouds”. Oba single. „Lose Somebody” i „Wild Life” znalazły się później na edycji deluxe albumu Human.
5 maja 2021 roku został wydany kolejny singiel zapowiadający piąty album grupy, „Run”. Singel osiągnął wysokie pozycje na światowych listach przebojów, także w Polsce zajmując 7. pozycję w notowaniu AirPlay – Top. 27 sierpnia ukazał się album Human, który szybko zdobył status złotej płyty w Szwajcarii. Kolejny singel z albumu – „Someday” został wydany w dzień premiery krążka. 27 października grupa zagrała koncert One Night in Malibu, który był transmitowany na żywo. 10 listopada ukazał się singel „Sunshine”, a 31 grudnia minialbum Sunshine. The EP zawierający remiksy utworu. Utwór „Sunshine” został wykorzystany w filmie Clifford. Wielki czerwony pies. 4 lutego 2022 grupa wydała swój pierwszy album koncertowy zatytułowany One Night in Malibu, będący zapisem koncertu o tym samym tytule. Na albumie znalazły się piosenki z płyty Human, a także największe przeboje zespołu.

### 2022–2024:Artificial Paradise
25 lutego 2022 ukazał się singel „West Coast” wraz z teledyskiem. Zespół ogłosił także trasę koncertową po Ameryce Północnej „Never Ending Summer Tour”, która trwała od 8 lipca do 4 września 2022 roku. Grupa odwiedziła 40 miast wraz z zespołem Needtobreathe, który był supportem. 29 marca ukazał się duet OneRepublic z amerykańskim DJ-em Gryffin zatytułowany „You Were Loved”. 19 kwietnia zespół wyruszył w trasę koncertową po Europie, która miała się odbyć kolejno w 2020 i 2021 roku, jednak z powodu pandemii była przesuwana. W ramach europejskiej trasy zespół odwiedził także Polskę. 13 maja ukazał się singel „I Ain’t Worried” będący częścią ścieżki dźwiękowej do filmu Top Gun: Maverick. Piosenka znalazła się w Top 5 w wielu krajach świata, m.in. w Belgii, Nowej Zelandii, Australii, Kanadzie, Wielkiej Brytanii, Irlandii, Holandii, Singapurze oraz w Polsce, pokrywając się m.in. diamentową płytą we Francji, ośmiokrotną platyną w Australii, czterokrotną platyną w Nowej Zelandii i Portugalii, trzykrotną platyną w Kanadzie oraz w Polsce.
26 maja 2023 roku grupa wydała singel „Runaway”. 22 września ukazał się singel „Mirage” nagrany wraz z Mishaalem Tamer. Piosenka promuje grę komputerową Assassin’s Creed Mirage. 14 grudnia zespół wydał singel świąteczny zatytułowany „Dear Santa”. 16 marca ukazał się remix utworu  „Ojapiano” zespołu Kcee z gościnnym udziałem OneRepublic. 5 kwietnia 2024 roku we współpracy z Davidem Guettą ukazał się singel „I Don’t Wanna Wait”, natomiast 12 kwietnia zespół wydał singiel „Nobody” napisany do komiksowej serii Kaiju No. 8. 10 maja ukazał się utwór „Fire”, oficjalny hymn na Mistrzostwa Europy w Piłce Nożnej 2024, który oprócz zespołu wykonuje niemiecka piosenkarka Leony, a za produkcję współodpowiada włoska grupa producencka Meduza. Utwór ten został wykonany przez artystów podczas ceremonii zamknięcia Euro 2024, która odbyła się 14 lipca na Stadionie Olimpijskim w Berlinie.
5 lipca ukazał się singel „Hurt”, natomiast 12 lipca został wydany szósty album studyjny zespołu, Artificial Paradise. W sierpniu ukazał się kolejny singel z albumu, „Sink or Swim”, a w listopadzie wydana została wersja utworu „Hurt” nagrana w duecie z Jelly Rollem. 6 grudnia 2024 roku ukazał się album Artificial Paradise (Super Deluxe) zawierający duet z Jelly Rollem oraz dziewięć akustycznych wersji utworów z albumu Atificial Paradise oraz duetu z Gryffinem „You Were Loved”. W lutym 2025 roku zespół po raz kolejny współpracował z norweskim DJ-em Kygo, wydając singel „Chasing Paradise”.

## Skład zespołu
Obecny skład zespołu
- Ryan Tedder – wokal, gitara rytmiczna, gitara akustyczna, fortepian, keyboard, gitara basowa, tamburyn, djembe
- Zach Filkins – gitara prowadząca, altówka, gitara akustyczna, tamburyn, chórki
- Eddie Fisher – perkusja, instrumenty perkusyjne, djembe, cajón, gitara, dzwonki
- Brent Kutzle – gitara basowa, wiolonczela, gitara akustyczna, keyboard, fortepian, gitara prowadząca, tamburyn, chórki
- Drew Brown – gitara rytmiczna, gitara akustyczna, keyboard, dzwonki, marimba, gitara basowa, tamburyn, fortepian, perkusja, instrumenty perkusyjne, chórki
- Brian Willett – keyboard, chórki, perkusja

Byli członkowie zespołu
- Jerrod Bettis – perkusja (2002–2005)
- Tim Myers – gitara basowa (2004–2007)

## Dyskografia
Albumy studyjne
- 2007: Dreaming Out Loud
- 2009: Waking Up
- 2013: Native
- 2016: Oh My My
- 2021: Human
- 2024: Artificial Paradise

## Trasy koncertowe
- Tag This Tour (2008–2009)
- Good Life Tour (2010–2011)
- Native Tour (2013–2015)
- Honda Civic Tour (2017)[116]
- Never Ending Summer Tour (2022)
- OneRepublic: Live in Concert (2022–2023)
- Artificial Paradise Tour (2024)
- Escape To Europe Tour (2025)

Występy w Polsce
- 23 kwietnia 2010 – występ na Eska Music Awards (BGŻ Arena, Pruszków)[117]
- 27 kwietnia 2011 – koncert (Klub „Stodoła”, Warszawa)[118]
- 2 listopada 2014 – koncert w ramach Native Summer Tour (Hala Torwar, Warszawa)[119]
- 9 maja 2022  – koncert w ramach OneRepublic: Live in Concert, Hala Torwar, Warszawa
- 28 czerwca 2023 - koncert w ramach Open'er Festival, Orange Main Stage, Gdynia-Kosakowo